# Trichostetha mimetica
Trichostetha mimetica är en skalbaggsart som beskrevs av Devecis 1997. Trichostetha mimetica ingår i släktet Trichostetha och familjen Cetoniidae. Inga underarter finns listade i Catalogue of Life.